# Run the Gauntlet
Run the Gauntlet ist ein Jazzalbum des Kris Davis Trios. Die am 14. Januar 2024 im Brooklyn Recording Studio, New York City, entstandenen Aufnahmen erschienen am 27. September 2024 auf Pyroclastic Records.

## Hintergrund
Run the Gauntlet (deutsch „Spießrutenlaufen“) ist Kris Davis’ erstes Trioalbum  seit Waiting for You to Grow (Clean Feed Records) aus dem Jahr 2014. Es ist ihren Vorbildern gewidmet, die die Pianistin auf ihrem Weg angeleitet und unterstützt haben – Geri Allen, Carla Bley, Marilyn Crispell, Angelica Sanchez, Sylvie Courvoisier und Renee Rosnes. Begleitet wird sie auf Run the Gauntlet von dem Bassisten Robert Hurst und dem Schlagzeuger Johnathan Blake, einem langjährigen Freund und Kollegen.
Davis kam zum ersten Mal über Terri Lyne Carringtons „New Standards“ Projekt mit Werk Geri Allens in Berührung, während Bley einen prägenden Einfluss hatte, deren „Sing Me Softly of the Blues“ Davis gecovert hatte, zuletzt auf ihrem Octopus-Duettalbum mit Craig Taborn. Crispell, Sanchez und Courvoisier haben wiederum alle Musik auf Davis’ Label Pyroclastic veröffentlicht. Crispell und Sanchez waren Vorbilder für experimentelle Richtungen, während Courvoisier eine Inspiration für Davis‘ Einsatz des präparierten Klaviers war ein Markenzeichen von Davis seit Aeriol Piano von 2011, hörbar hier auf „Softly As You Wake“ – mit  Coll’arco-Arbeit von Hurst und subtiler Begleitung Blake’s – und dem frei improvisierten „Subtones“, das das Album abschließt.
Davis’ kanadische Landsmännin Renee Rosnes (für deren Sohn Kris Davis einst als Babysitter arbeitete) und Sanchez dienten als Vorbilder für die Vereinbarkeit von Beruf und Familie. „Waiting for You to Grow“ entstand, als Davis mit ihrem heute elfjährigen Sohn schwanger war. Ein Triptychon von Melodien auf „Run the Gauntlet“, das ursprünglich für Dave Hollands Quartett komponiert wurde, zeichnet seine Entwicklung nach, von der rhythmischen Unregelmäßigkeit von „First Steps“ über die wachsende Sicherheit von „Little Footsteps“ bis hin zum schwungvollen „Heavy-footed“ (das Tonkaskaden über Davis‘ stetige Begleitung mit der linken Hand schweben lässt).

## Titelliste
- The Kris Davis Trio: Run the Gauntlet (Pyroclastic Records – PR 36)[2]

1. Run the Gauntlet 13:58
2. Softly, As You Wake 3:23
3. First Steps 2:47
4. Little Footsteps 5:12
5. Heavy-footed 5:59
6. Beauty Beneath the Rubble 4:12
7. Beauty Beneath the Rubble Meditation (Johnathan Blake) 4:48
8. Knotweed 8:09
9. Coda Queen 4:37
10. Dream State 4:54
11. Subtones 5:03

Wenn nicht anders vermerkt, stammen die Kompositionen von Kris Davis.

## Rezeption
Das äußerst explosive und unerbittliche Titelstück würde Run the Gauntlet in die berauschende Stratosphäre vieler von Davis‘ besten Werken führen, wie Diatom Ribbons aus dem Jahr 2019, Save Your Breath (2015) und Rye Eclipse (2008), schrieb Mike Jurkovic in All About Jazz. Als unermüdliche Erfinderin und Anstifterin sei das Stück ein erschöpfender, aber belebender Spießrutenlauf von Vamps unter der Leitung von Davis, den Blake in eine klare, empirische Form bringe. Davis würde den Geist der sechs Frauen beschwören, denen sie ihre Musik gewidmet habe, und sei hier auf ihrem [künstlerischen] Höhepunkt: eine verrückte, mit einem Grammy ausgezeichnete Wissenschaftlerin, die keine Angst davor habe, alle Erwartungen zu übertreffen. Es ist das aufregendste Stück, das Davis je aufgenommen habe.

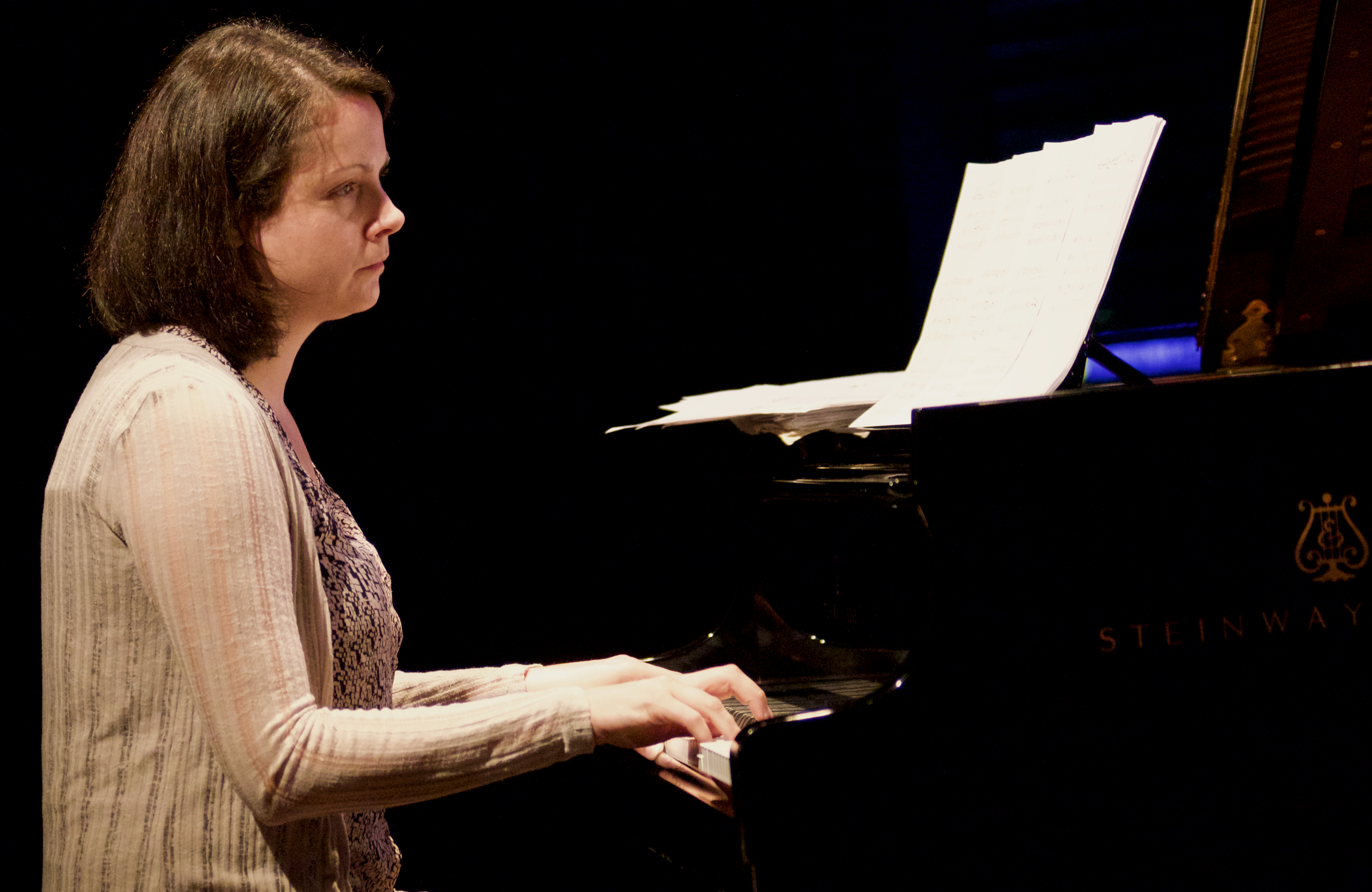
Kris Davis (2014)

Doch getreu ihrem forschenden Charakter ebne der Opener nur den Weg für andere unglaublich großartige Momente, so Jurkovic weiter. Das Rubato „Softly, As You Awake“, untermalt durch Hursts gefühlvolle Verbeugung und Davis’ gespenstische Phrasen, gleite immer wieder in den Fokus. Das Wirrwarr „First Steps“ greife auf die ersten Schritte ihres Sohnes zurück und führt in den Jump-Cut-Glanz von „Little Steps“. Dann spiegle „Heavy-Footed“ den kompositorischen Ansatz von Geri Allen wider – ein bisschen Bop und eine Prise Pop – und komme einer Standard-Songform so nahe wie Davis seit langem nicht mehr. Blake und Hurst sich mit erfahrener Leichtigkeit in die engen melodischen Manipulationen des Pianisten einstimmen und so eine Träumerei schaffen, die in zukünftigen Versionen in jede Richtung gehen kann.
Kris Davis habe in den letzten Jahren beträchtlichen Beifall der Kritiker erhalten, vor allem für ihre Arbeiten, die eine klare konzeptionelle Absicht in den Vordergrund stellen, schrieb Nate Chinen, der das Album zu den besten Neuerscheinungen des Jahres zählte. Wenn das auf Kosten ihres Rufs „als Biest auf der Klavierbank“ ging, würden man hier eine Kurskorrektur finden.  In Zusammenarbeit mit zwei rauen Rhythmuspartnern, dem Bassisten Robert Hurst und dem Schlagzeuger Johnathan Blake, dränge Davis ganz nach innen und auch weit nach draußen – und widme jeden Titel einer Frau, die sie an den Tasten inspiriert hat, darunter beide erhabene Veteraninnen wie Marilyn Crispell und Beinahe-Zeitgenossen wie Angelica Sanchez.